# Sras
Sras (mađ. Szárász, nje. Sarasposten) je selo u južnoj Mađarskoj. 
Zauzima površinu od 5,98 km četvornih.

## Zemljopisni položaj
Nalazi u sjeverno od gore Mečeka (mađ. Mecsek), na 46°21' sjeverne zemljopisne širine i 18°23' istočne zemljopisne dužine, na 212 m nadmorske visine. Obližnja naselja su na sjeveru sela Lengyel (3 km udaljen) i Egyházaskozár. Tofij je 4 km prema jugu.

## Upravna organizacija
Upravno pripada komlovskoj mikroregiji u Baranjskoj županiji. Poštanski broj je 7184.

## Stanovništvo
U Srasu živi 58 stanovnika (2005.). Većinu čine Mađari. Rimokatolici čine 3/4, kalvinisti 8% te ostali.

## Vanjske poveznice
- (mađ.) Szárász Önkormányzatának honlapja  Arhivirana inačica izvorne stranice od 25. veljače 2017. (Wayback Machine)
- Sras na fallingrain.com